# Crossing: Auf der Suche nach Tekla
Crossing: Auf der Suche nach Tekla ist ein Spielfilm von Levan Akin aus dem Jahr 2024. Das Drama handelt von einer pensionierten Lehrerin (dargestellt von Mzia Arabuli), die versucht, ihre verschwundene Nichte Tekla wiederzufinden. Die Uraufführung der internationalen Koproduktion zwischen Schweden, Dänemark, Frankreich, der Türkei und Georgien erfolgte Mitte Februar 2024 bei der 74. Berlinale. Der Kinostart in Deutschland erfolgte im Juli 2024.

## Handlung
Lia lebt in der georgischen Stadt Batumi. Sie hat als Lehrerin gearbeitet, befindet sich jedoch mittlerweile im Ruhestand. Sie gibt das Versprechen ab, nach ihrer lange Zeit verschwundenen Nichte Tekla zu suchen, einer jungen Trans-Frau. Eine Spur führt Lia nach Istanbul. Dort lernt sie Evrim kennen, eine Anwältin für Trans-Rechte. Bald schon glaubt sie, ihrer Nichte näher zu sein, als jemals zuvor.

## Veröffentlichung und Rezeption
Crossing: Auf der Suche nach Tekla wurde am 15. Februar 2024 im Rahmen der Berlinale uraufgeführt. Dort wurde das Werk als Eröffnungsfilm der Sektion Panorama ausgewählt. In ihrer Pressemitteilung hoben die Festivalorganisatoren hervor, dass Akin „eine Topografie von Orten queerer Fürsorge und Solidarität“ entwerfe. Es gelinge ihm, „Realität und Imagination auf bewegende Art und Weise zu verbinden“.
Andreas Köhnemann schreibt im Sissy Magazin, dass der Titel des Films die Bedeutung eines Übergangs transportiert. Die Figuren verlassen ihre vertraute Umgebung und verabschieden sich von alten Denkmustern. Einige durchlaufen eine Transition, passen sich ihrer Geschlechtsidentität an. Der Film zeigt das Netz aus Solidarität, das viele Einwohner verbindet. Evrim kümmert sich um Izzet, dessen Mutter abwesend ist. Izzet wiederum sorgt für die kleine Gülpembe, die unbeaufsichtigt ist. Crossing: Auf der Suche nach Tekla betont das Humanistische, den Glauben an Gemeinschaft und Wahlfamilie, ohne die Lebensumstände in Istanbul zu romantisieren oder kitschig zu wirken.
Thomas Abeltshauser betont in epd Film, dass Akin trotz aller Widerstände an die Kraft der Veränderung und die Solidarität im Menschen glaubt. Er findet den Film besonders wichtig, da Georgiens Regierung im Juni 2024 ein Verbot sogenannter „LGBTQ-Propaganda“ nach russischem Vorbild verkündete.
Am 18. Juli 2024 kam der Film in die deutschen Kinos.

## Auszeichnungen
- Guldbaggen Award 2025: bester Film, beste Regie
- Internationale Filmfestspiele Berlin 2024
- Internationales Filmfestival Karlovy Vary 2024
- Tribeca Film Festival 2024
- Teddy Award auf der Berlinale 2024